# Domstift Bautzen
Das Domkapitel (obersorbisch Tachantski kapitl) oder Domstift (obersorbisch Tachantstwo) Bautzen war die Leitungskörperschaft des Doms St. Petri zu Bautzen in administrativen und liturgischen Fragen.

## Geschichte
Das Domstift wurde zwischen 1213 und 1218 vom Meißner Bischof Bruno II. als Kollegiatstift gegründet. Das Patrozinium Petri und Johannes des Täufers wird erstmals 1237 genannt, ab dem späten 14. Jahrhundert ist nur noch von der ecclesia sancti Petri die Rede.:74 An der Spitze des Kapitels standen der Dompropst und sein Stellvertreter, der Domdekan. Der Propst war gemäß Brunos Festlegung aus dem Meißner Domkapitel zu wählen. Er residierte auch in Meißen und hatte von Anfang an seine Rechte auf den Dekan übertragen. Der Dekan war deshalb der wirkliche Leiter des Domstifts, ihn wählten die Stiftsherren aus ihrer Mitte (Recht der freien Dekanswahl).:104–105
Bedingt durch zahlreiche Schenkungen und die Protektion des böhmischen Königs Premysl Otakar II. gehörte das Stift bald zu den einflussreichsten Grundbesitzern der Region. So erhöhte sich die Anzahl der Kanoniker von anfangs sieben auf zwölf und schließlich 17 im späten Mittelalter. Damit war das Domstift Bautzen größer als das Meißener Domkapitel.
Das Domstift in Bautzen war nach dem Meißner Hochstift die wichtigste Einrichtung des Bistums Meißen. Eine besondere Bedeutung erhielt es mit Einführung der Reformation als einzige weiter bestehende katholische Institution. Der letzte Bischof Johann IX. von Haugwitz ernannte vor seinem Rücktritt 1559 den Dekan des Bautzner Domstifts Johann Leisentrit zum Administrator der beiden zu Böhmen gehörenden Lausitzen und der Reste des Bistums Meißen, 1567 wurde Leisentrit durch den Papst in diesem Amt bestätigt. Der letzte katholische Dompropst, Hieronymus von Komerstadt, trat 1559 zum Luthertum über und legte 1567 sein Amt nieder,:804 Ab 1581 war auch das gesamte Meißner Domkapitel lutherisch. So entstand die historisch einmalige Situation eines katholischen Domkapitels mit einem evangelischen Propst, die bis 1921 bestand.
Die komfortable finanzielle Ausstattung des Domstifts beeinträchtigte nach der Reformation das Erscheinungsbild des Kapitels in einer mehrheitlich protestantischen Öffentlichkeit in Sachsen. Andererseits wurde aber damit der barocke Neubau der ungewöhnlich prachtvollen Domstiftsgebäude Bautzen in den Jahren nach 1683 möglich. Bis zur Wiedereinrichtung des Bistums Meißen im Jahr 1921 hatte der Administrator seinen Sitz in diesem Bauwerk.